# Дитя Осириса
«Дитя Осириса» (англ. The Osiris Child: Science Fiction Volume One) — австралийский научно-фантастический фильм, снятый режиссёром Шейном Эббессом. В главных ролях снимались Дэниэл Макферсон, Келлан Латц и Тиган Крофт. Выход фильма в кинотеатральный прокат состоялся в 2017 году: 18 мая — в Австралии, 6 октября — в США. До этого, в апреле 2017 и сентябре 2016 года, с целью поиска австралийских и американских прокатчиков состоялись закрытые предпоказы на кинорынках фестивалей США и Австралии.
Съёмки проходили в Кубер-Педи в Южной Австралии и в Сиднее (Новый Южный Уэльс).

## Сюжет
Повествование в фильме разделено на несколько глав.
Кейн Соммервилль, который работает на всемирную военную корпорацию «Эксор» (англ. Exor), несёт службу на далёкой планете. В один день командующая генерал Линекс объявляет, что в местной тюрьме «Овир Ультрамакс» (англ. Ovir Ultramax Prison) произошёл бунт, в результате которого заключённые завладели опасным бактериологическим оружием. У корпорации есть 23 часа, чтобы вывести людей из столицы Осириса[что?][прояснить]. Друг Кейна, полковник Майклс объясняет, что на самом деле это ложь, а в тюрьме бунт устроили не люди, а существа реггиты (англ. ragged), специально выращенные в подземных помещениях тюрьмы. Они были предназначены для истребления других видов на планетах, которые нужно подготовить к колонизации. А Осирис собираются уничтожить не мятежники, а сама корпорация. В то же время, в бункере в столице осталась 11-летняя дочь Кейна, Инди Соммервилль.

## В ролях
| Актёр            | Роль                                          |
| ---------------- | --------------------------------------------- |
| Дэниэл МакФерсон | лейтенант Кейн Соммервилль отец Инди          |
| Тиган Крофт      | дочь Кейна Инди Соммервилль «Дитя Осириса»    |
| Келлан Латс      | беглый заключённый Сай Ломброк бывший медбрат |
| Рэйчел Гриффитс  | генерал Линекс командующая силами «Эксор»     |
| Темуэра Моррисон | начальник тюрьмы Мордейн                      |
| Изабель Лукас    | житель Осириса, наркоманка Джип               |
| Люк Форд         | приятель Джип, наркоман Билл                  |
| Брен Фостер      | заключённый тюрьмы Чарльз Крит                |
| Фирасс Дирани    | заключённый Кларенс Кармел                    |
| Дин Кирвуд       | офицер-спасатель Мазз Уиттмор                 |
| Грейс Хуанг      | медсестра Джанди                              |
| Люк Хемсворт     | компьютерная система Трэвик (озвучка)         |

## Отзывы
На сайте Rotten Tomatoes фильм держал рейтинг 63%, основанный на 19 рецензиях, средняя оценка составила 5.8/10. На Metacritic фильм получил оценку в 55 из 100, основанную на оценке от 5 критиков, или получил "смешанные оценки".
Майк Лейдон из журнала «Variety» похвалил хорошую актёрскую игру, а Энди Уэбстер из «The New York Times» благосклонно отзывался о работе режиссёра.
В то же время «Los Angeles Times» раскритиковали сценарий фильма, было отмечено, что в сюжете не было ничего нового.